# Mariana Dorobantu
Mariana Dorobantu es una deportista rumana que compitió en remo como timonel. Ganó una medalla de bronce en el Campeonato Mundial de Remo de 1986, en la prueba de ocho con timonel.

## Palmarés internacional
| Campeonato Mundial | Campeonato Mundial       | Campeonato Mundial | Campeonato Mundial |
| Año                | Lugar                    | Medalla            | Prueba             |
| ------------------ | ------------------------ | ------------------ | ------------------ |
| 1986               | Nottingham (Reino Unido) | Medalla de bronce  | Ocho con timonel   |